# サファリ (旅行)

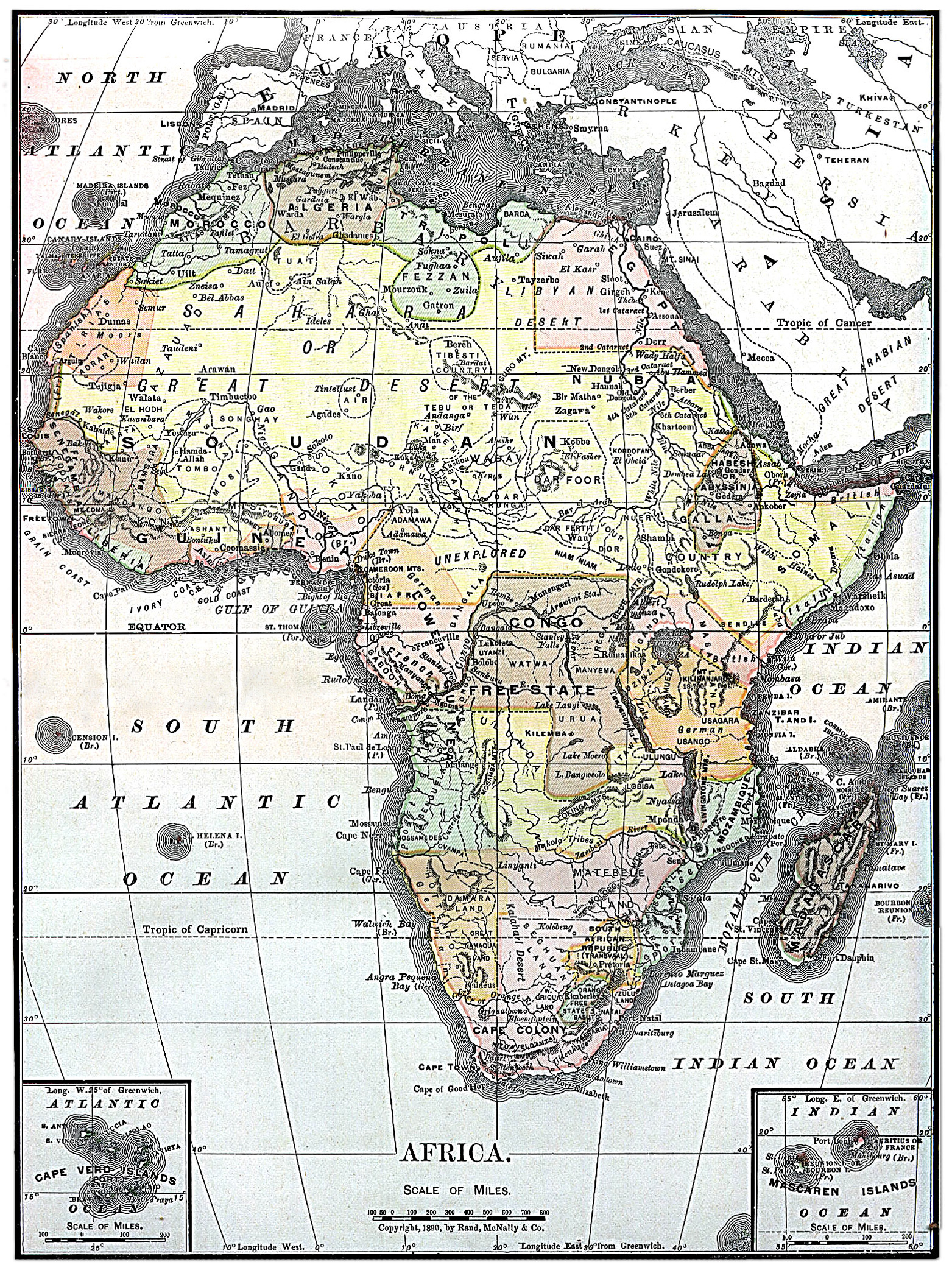
1890年のアフリカの地図

サファリとは、アフリカ大陸を陸路（道路）で移動しながら、野生生物の鑑賞や狩猟を行うことを指す。

## 語源
語源はアラビア語で「旅行」を意味する سفرة (safra) である。それがスワヒリ語の "safari" となり、「長い旅」を意味するようになった。
19世紀後半になって英語にも導入され、 "safari" は狩猟目的の旅行、とくにアフリカ東部を陸路で移動しながら「ビッグ5」(en:Big Five game)と呼ばれる大型動物（ライオン、アフリカゾウ、アフリカスイギュウ、ヒョウ、サイ）を狩猟することを意味するようになった。
現在 "safari" といえばアフリカ大陸で野生生物を鑑賞することを指すのが一般的であるが、エコツーリズムの世界的な流行とともに意味が拡大しつつあり、ホエールウォッチング、極地、密林、砂漠などアフリカ以外の秘境を訪れるツアーも "safari" と称することが少なくない。また、広大な敷地に自然を再現して生物を展示するタイプの動物園は「サファリパーク」と呼ばれ、その中を周遊することもサファリという。
なお、スワヒリ語では現在でも "safari" といえば単に「旅行」を意味する名詞であり、たとえばバスで離れた町に出かける場合もそのように呼ばれる。

## 著名なサファリ地域
アフリカの多くの動物保護区でサファリが開催されている。とくに四輪駆動車などで草原を走り回り、野生動物を観察することを「ゲームドライブ」(game drive)と呼ぶ。この場合の "game" は狩猟動物(en:Game (food))を指す。
- ンゴロンゴロ保全地域（タンザニア） - 火山のカルデラの内部が草原になっており、周囲から隔絶された生態系を持っている。世界遺産に登録されている。
- セレンゲティ国立公園（タンザニア） - 国境を挟んでマサイマラ国立保護区と隣接しており、両者が一体となってひとつの生態系を形成している。ともにライオン、チーター、ヌー、シマウマが多く生息している。世界遺産に登録されている。
- マサイマラ国立保護区（ケニア） - 国境を挟んでセレンゲティ国立公園と隣接している。
- クルーガー国立公園（南アフリカ） - 南部アフリカ最大の動物保護区。動物の種類が非常に多いことで知られる。
- エトーシャ国立公園（ナミビア） - エトーシャ塩湖の湿地帯を中心とした、ナミビア最大の動物保護区。
- オカバンゴ・デルタ（ボツワナ） - カラハリ砂漠の中にある湿地帯。世界最大の内陸デルタでもあり、ラムサール条約に登録されている。
- チョベ国立公園（ボツワナ） - ヴィクトリアの滝の近くにある動物保護区。アフリカゾウが非常に多いことで知られる。オカバンゴ・デルタとワンゲ国立公園（ジンバブエ）と一体となってひとつの生態系を形成している。

## 映画におけるサファリ
サファリをテーマとした多くの冒険映画が製作されている。
- 「トレイダ・ホーン」(Trader Horn) - 1931年公開。W・S・ヴァン・ダイク監督。第4回アカデミー作品賞にノミネートされた。1973年公開のリメイク版もある。
- 「類猿人ターザン」 - 1932年公開。W・S・ヴァン・ダイク監督、ジョニー・ワイズミュラー主演。エドガー・ライス・バローズの小説ターザン・シリーズを元にした映画は40以上製作されているが、ワイズミュラーが最初に主演した当作品が最も有名である。
- 「アフリカ珍道中」(Road to Zanzibar) - 1941年公開。ボブ・ホープ主演。アフリカをテーマとしたコメディ。
- 「ジャングル・ジム」(Jungle Jim) - 1948年公開。ジョニー・ワイズミュラー主演。
- 「ジャングル少年ボンバ」(Bomba the Jungle Boy) - 1949年公開。ジョニー・ワイズミュラーのターザン映画に子役で出演していたジョニー・シェフィールドが主演した。
- 「腰抜けアフリカ博士」(Call Me Bwana) - 1963年公開。ボブ・ホープ主演。アフリカをテーマとしたコメディ。
- 「裸のジャングル」(The Naked Prey) - 1966年公開。コーネル・ワイルド演じる白人ハンターが、逆に獲物として追われる緊迫感のあるストーリーで名高い。
- 「さらばアフリカ」(Africa Addio) -  1966年公開。「世界残酷物語」で有名なグァルティエロ・ヤコペッティ監督。密猟や人種差別の残酷さを描いた作品だが、やらせが多いとの批判もある。
- 「愛と哀しみの果て」 - 1985年公開。メリル・ストリープとロバート・レッドフォードが演じたラブストーリー。第58回アカデミー賞において作品賞をはじめとする4部門を受賞。

## ファッションと建築
カーキ色やヒョウ柄の衣服、サファリジャケット、ピスヘルメットやつば広のサファリ帽など、サファリで使われた服装がファッションとして定着している。
1998年に出版された"Safari Style"（Natasha Burns著、Tim Beddow写真）は、アフリカのサファリ用ロッジをもとにした建築をテーマにしている。